# ريموند باري
ريموند ج. باري (بالإنجليزية: Raymond J. Barry)‏ (مواليد 14 مارس 1939 في قرية همبستيد)، هو ممثل أمريكي بدأ مسيرته الفنية عام 1974.

## الأعمال
- فتاة الوداع
- امرأة غير متزوجة
- ولد في الرابع من يوليو
- طلقات سريعة
- الميت الذي يمشي
- يوم التدريب
- متزوجان للتو
- الأطفال الصغار
- 3 أيام للقتل
- التطهير: عام الانتخابات (2016)

## وصلات خارجية
- ريموند باري على موقع IMDb (الإنجليزية)
- ريموند باري على موقع ألو سيني (الفرنسية)
- ريموند باري على موقع أول موفي (الإنجليزية)
- ريموند باري على موقع قاعدة بيانات برودواي على الإنترنت (الإنجليزية)
- ريموند باري على موقع قاعدة بيانات برودواي على الإنترنت (الإنجليزية)
- ريموند باري على موقع قاعدة بيانات الأفلام السويدية (السويدية)
- ريموند باري على موقع إن إن دي بي (الإنجليزية)
- ريموند باري على موقع قاعدة بيانات الفيلم (الإنجليزية)
- ريموند باري على موقع كينوبويسك (الروسية)